# Stanley (släkt)
Stanley är en gammal engelsk adelssläkt, som härstammar från sir John Stanley (omkring 1350-1414), vilken var ståthållare på Irland under Henrik IV och Henrik V samt 1406 erhöll ön Man som ärftligt län. Länet behölls inom ätten ända till 1736, och huvudmannen bar till 1505 titeln "kung av Man", sedan "lord av Man". Sedan 1485 bär släktens huvudman titeln earl av Derby.

## Kända medlemmar
- Thomas Stanley, 1:e earl av Derby
- William Stanley (död 1495)
- William Stanley (1548—1630)
- William Stanley, 6:e earl av Derby
- James Stanley, 7:e earl av Derby
- Edward Smith-Stanley, 14:e earl av Derby
- Edward Stanley, 15:e earl av Derby
- Frederick Stanley, 16:e earl av Derby
- Edward Stanley, 17:e earl av Derby